# Distretto di Kapchorwa
Il distretto di Kapchorwa è un distretto dell'Uganda, situato nella Regione orientale.